# Cosmas en Damianuskerk (Groesbeek)
De Cosmas en Damianuskerk is een parochiekerk in het Nederlandse Groesbeek in de gemeente Berg en Dal.
De kerk werd in 1922 in gebruik genomen als opvolger van de oorspronkelijke kerk in Groesbeek uit 1836 die een opvolger was van een schuurkerk die drie jaar daarvoor geopend was en door een storm verwoest werd. Na ingebruikname van de nieuwe kerk werd de naastgelegen oude Cosmas en Damianuskerk gesloopt. De kerk werd gebouwd naar een ontwerp van Caspar Franssen en is een gemeentelijkmonument. 

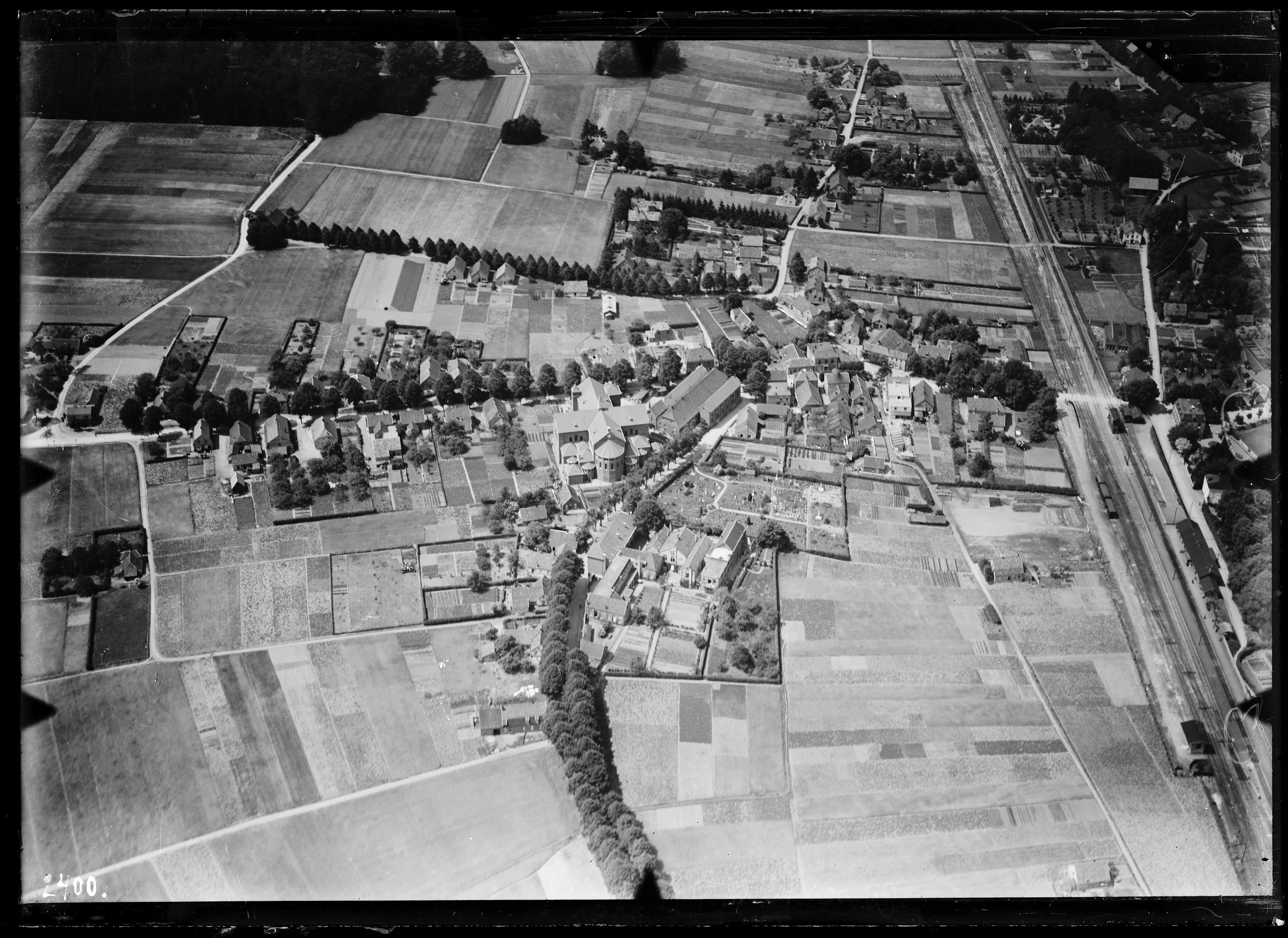
Luchtfoto (1920-1940) van het oude centrum van Groesbeek, met in het midden de Cosmas en Damianuskerk, Nederlands Instituut voor Militaire Historie.